# (34937) 9063 P-L
9063 P-L (asteroide 34937) é um asteroide da cintura principal. Possui uma excentricidade de 0.08770580 e uma inclinação de 4.51440º.
Este asteroide foi descoberto no dia 17 de outubro de 1960 por Cornelis Johannes van Houten e Ingrid van Houten-Groeneveld e Tom Gehrels em Palomar.